# Kateřina Bosenská
Kateřina Kotromanićová známá jako Kateřina Bosenská (1336–1396) byla bosenská šlechtična, členka rodu Kotromanićů. Svým manželstvím s Heřmanem I., hrabětem z Celje se stala hraběnkou z Celje.

## Život
Byla bosenského původu, ale totožnost jejích rodičů je sporná. Někteří uvádějí, že Kateřina byla dcerou Vladislava Kotromaniće a jeho manželky Jeleny Šubićové. Jiní uvádějí, že byla druhou dcerou bosenského bána Štěpána II. Kotromaniće a jeho třetí manželky Alžběty z Kujavy. Jestliže byla dcerou Štěpána I., pak by byla sestrou uherské královny Alžběty Bosenské, pokud byla dcerou Vladislava Kotromaniće, pak byla sestrou krále Tvrtka I. Kotromaniće. Totožnost jejích rodičů však není jasná, nedochoval se žádný zdroj, aby Kateřina mohla být definitivně spojena s některým z těchto manželských párů.
Kateřina byla oddána v roce 1361 (nebo 1362) s Heřmanem I., hrabětem z Celje. Ve vztahu se měly narodit alespoň dvě děti:
- Jan z Celje - zemřel mladý
- Heřman II. Celjský - oženil se s hraběnkou Annou ze Schaunbergu, byl otcem císařovny Svaté říše římské Barbary Celjské.